# Bela Vista da Caroba
Bela Vista da Caroba este un oraș în Paraná (PR), Brazilia.